# 利吉溫泉

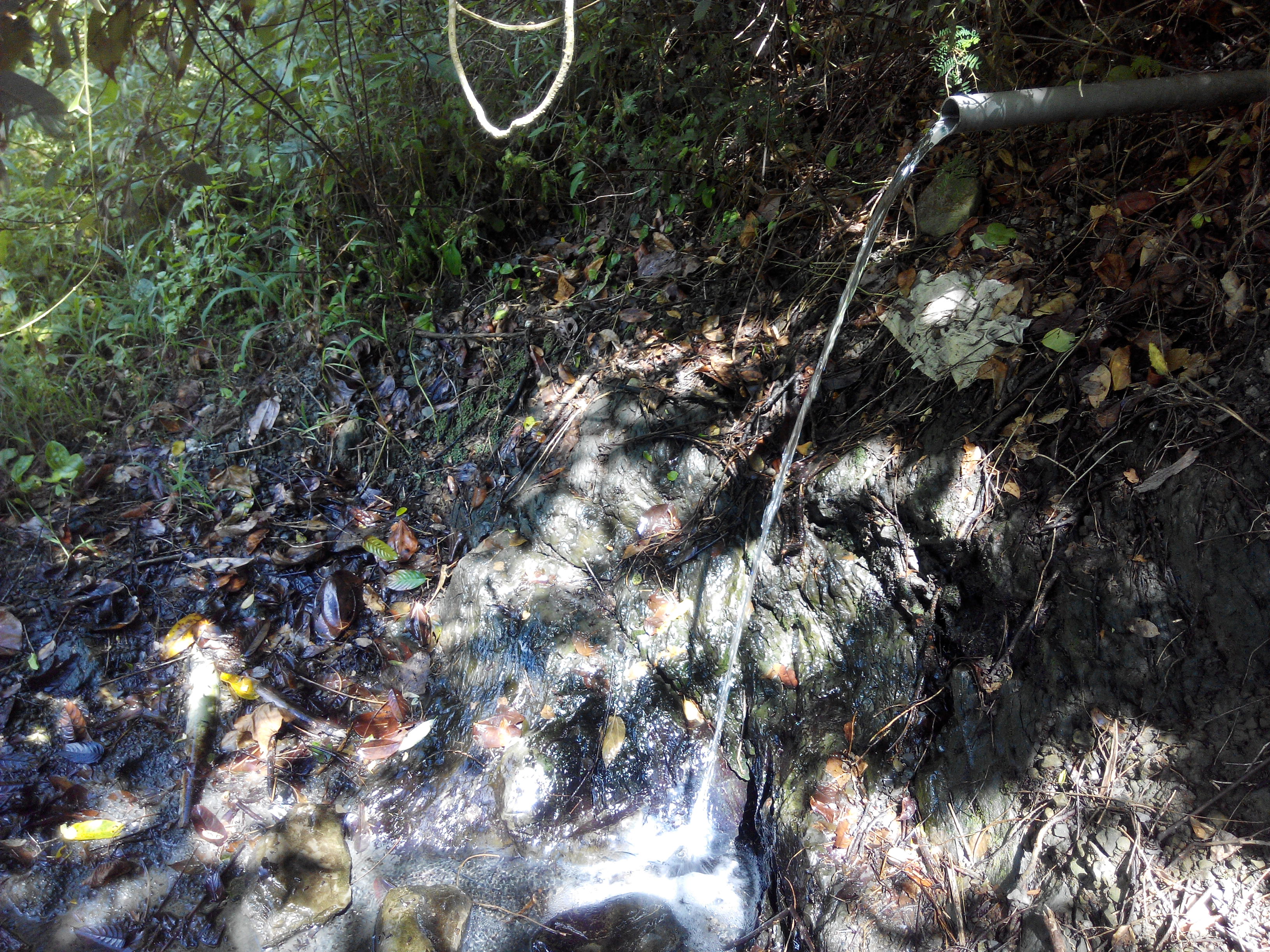
利吉溫泉 第一溫泉露頭

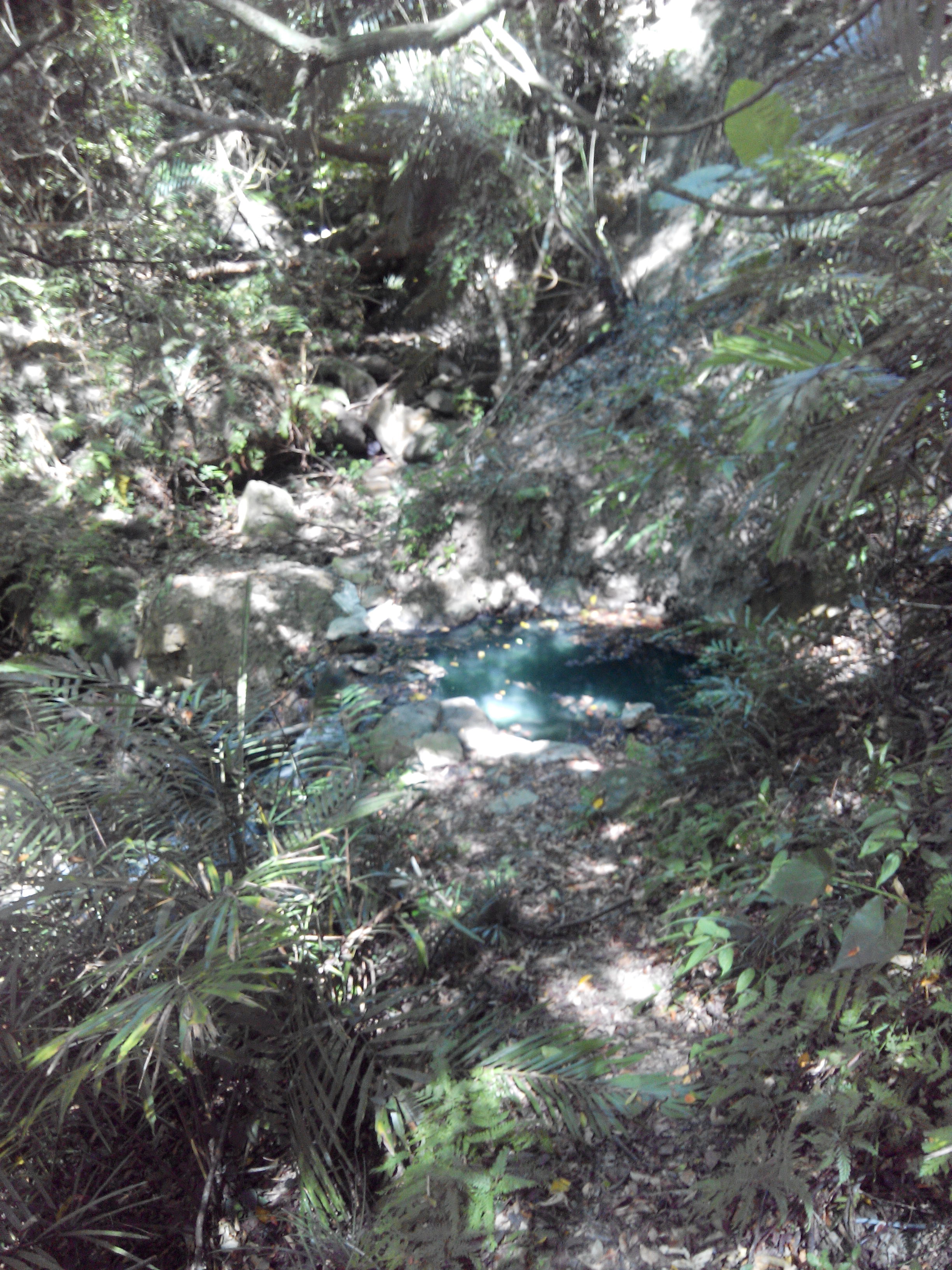
利吉溫泉 第二溫泉露頭

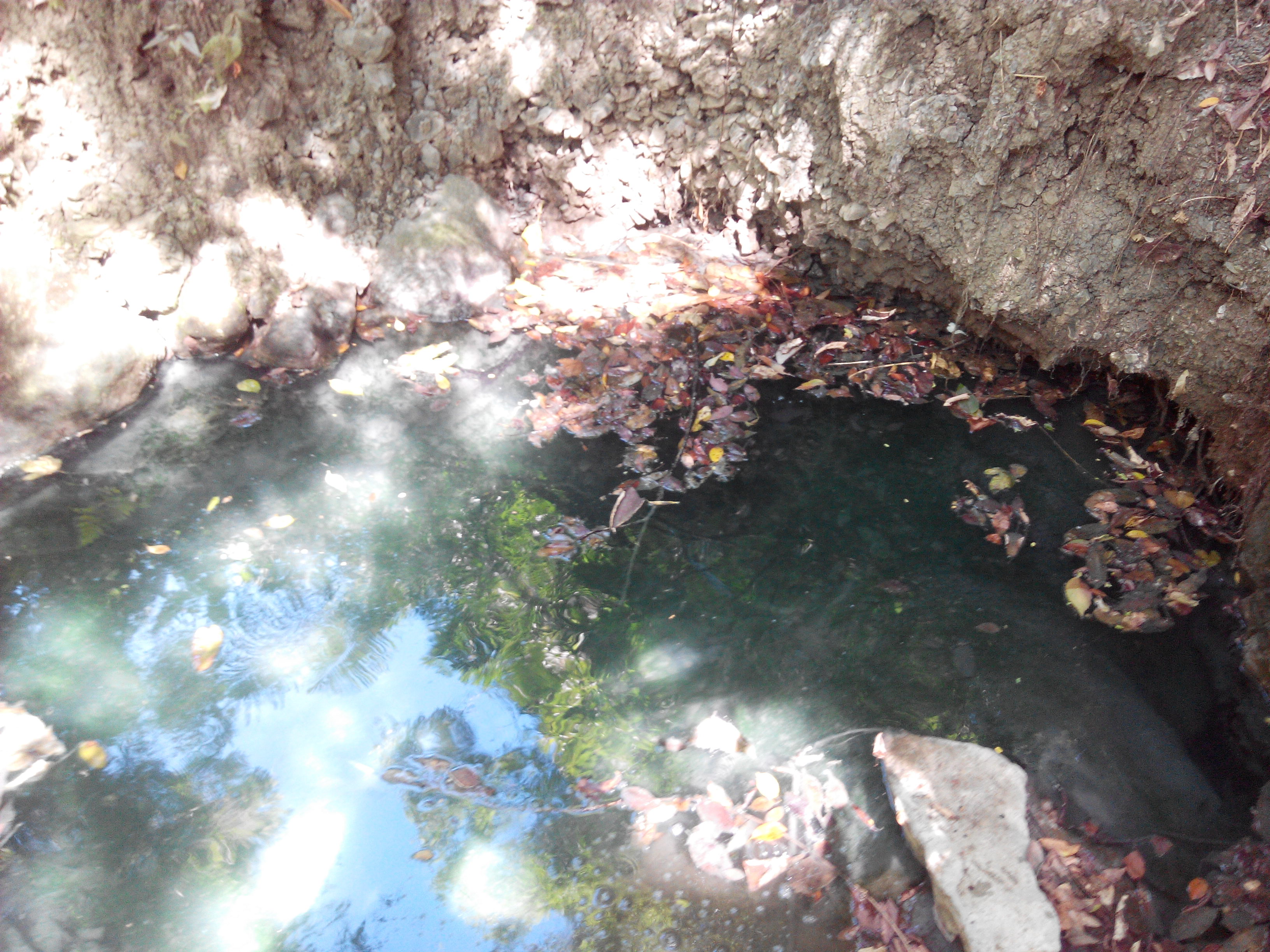
利吉溫泉 第二溫泉露頭近觀

利吉溫泉位於臺灣臺東縣卑南鄉，該溫泉露頭源自劍山山腳下的卑南溪小支流，屬野溪溫泉。

## 泉質
泉溫約在31℃至35℃，泉水酸鹼(PH)值8.12，屬於弱鹼性的氯化物泉

## 地質狀況
利吉溫泉周遭屬沉積岩地質，並有兩座溫泉露頭

## 交通
- 汽車/機車

臺東197縣道在46~47公里處利吉橋後方步行至利吉橋橋下抵達